# Dmitrij Lakamov
Dmitrij Lakamov (in russo Дмитрий Лакамов?; 30 luglio 1976) è un ex giocatore di calcio a 5 kazako.

## Carriera
Con la nazionale maschile di calcio a 5 del Kazakistan ha disputato il FIFA Futsal World Championship 2000 in cui la selezione centrasiatica è stata eliminata nel girone del primo turno comprendente Brasile, Portogallo e Guatemala.